# George Vernot
George Edward Vernot (ur. 27 lutego 1901 w Montrealu, zm. 22 listopada 1962 tamże) – kanadyjski pływak, medalista Letnich Igrzysk Olimpijskich 1920 w Antwerpii.
Zdobył srebrny medal olimpijski na dystansie 1500 metrów stylem dowolnym oraz brązowy na 400 metrów stylem dowolnym. Wziął udział również w wyścigu na 100 metrów stylem dowolnym, w którym odpadł w półfinałach.
Podczas igrzysk olimpijskich 1924 w konkurencjach na 400 i 1500 metrów stylem dowolnym zajął odpowiednio 4. i 5. miejsce w swoich wyścigach półfinałowych nie kwalifikując się dalej.